# Антоніо Верріо
Антоніо Верріо (італ. Antonio Verrio; бл.1636-1639, Лечче — бл. 17 червня 1707, Гемптон-корт) — італійський художник епохи бароко, працював у Франції, а потім в Англії більше 30 років на службі у британських монархів.
Створив багато картин релігійного та міфологічного змісту. Іноді змінював вбрання історичних епох: на багатьох картинах співрозмовники Христа зображені у перуках XVII століття.

## Кар'єра
Верріо народився у Лече, Королівства Неаполь, розпочав свою кар'єру у місті Лече і був учнем Джованні Андреа Коппола (1597-1659). Декілька робіт Верріо все ще існують в Апулійському місті, в тому числі С. Франческо Саверіо, здається, Блаженним Марчелло Мастрілі - його перша відома робота.

## Роботи
Веррійський декоративно-ужитковий твір в Англії, можна побачити у будинку Бурглі, Чатсворт, лікарня Челсі, лікарня Христа, Хам Хаус, палац Хемптон-Корт, Мур Парк, замок Повіс, замок Снейп (хоча він у дуже поганих умовах) і Віндзорський замок. Деякі його картини,ескізи та малюнки належать до різних колекцій, зокрема Британського музею, музею Фіцвілліам, Кембриджу, Національної портретної галереї, музею Нортгемптона, Художньої галереї, Королівської колекції та музею Вікторії та Альберта. У Франції його роботи можна побачити у Тулузі на музичному майдані Августинів. В Італії його картини можна знайти у різних церквах та провінційному музеї його рідного містечка Лечче. 